# 库斯塔·皮赫拉亚迈基
库斯塔·皮赫拉亚迈基（芬蘭語：Kustaa Pihlajamäki，1902年4月7日—1944年2月10日），芬兰男子摔跤运动员。他曾代表芬兰参加1924年、1928年、1932年和1936年夏季奥林匹克运动会摔跤比赛，共获得二枚金牌和一枚银牌。